# Mimetus mendicus
Mimetus mendicus är en spindelart som beskrevs av O. Pickard-Cambridge 1879. Mimetus mendicus ingår i släktet Mimetus och familjen kaparspindlar. Inga underarter finns listade i Catalogue of Life.